# Notiophilus aestuans
Notiophilus aestuans  (лат.) — вид жуков подсемейства плотинников (Nebriinae) из семейства жужелиц (Carabidae). Распространён в Западной и Центральной Европе на востоке на Кавказ и в Западную Сибирь.

## Описание
Длина тела — 3,5—5,5 мм. Тело бронзовое. Каждое из надкрылий имеет две точки-поры. Боковые бороздки надкрылий несут значительно более мелкие точки.

## Экология
Населяют засушливые, часто открытые местности; предпочитают горную местность. Встречаются на пустошах, поросших мхами рода Rhacomitrium на моренах, а также на лугах.